# Parco nazionale delle Foreste Casentinesi, Monte Falterona e Campigna
Il Parco nazionale delle Foreste Casentinesi, Monte Falterona e Campigna è un parco nazionale istituito nel 1993, situato nell'Appennino tosco-romagnolo, lungo il confine delle regioni Emilia-Romagna e Toscana, a cavallo tra le province di Forlì-Cesena, Arezzo e Firenze.
Dal 23 settembre 1985 la Riserva naturale integrale di Sasso Fratino è insignita del Diploma delle Aree protette del Consiglio d'Europa, mentre dal 7 luglio 2017 sia la riserva che le faggete vetuste all'interno del parco sono state inserite dalla Commissione UNESCO nel Patrimonio dell'umanità Primeval Beech Forests of the Carpathians and Other Regions of Europe, un sito seriale.
Dall'aprile 2021 il Parco è incluso nella Green List IUCN.

## Storia
La storia di questo territorio comincia in età antica, con i primi insediamenti Etruschi che trovarono nel "Lago degli Idoli" il più importante sito dell'Appennino tosco-romagnolo (ai piedi del Monte Falterona) dove venerare le proprie divinità. Le Foreste Casentinesi sono un'area ben nota fin dal Medioevo, quando le popolazioni toscane utilizzavano il prezioso legname proveniente da questi boschi per numerose attività, come l'Opera del Duomo di Firenze e altre. Nel corso del tempo un ente laico che gestiva queste foreste, utilizzò il legname per la costruzione di vari edifici tra cui la Cupola del Brunelleschi mentre il Granducato di Toscana impiegò gli enormi abeti bianchi ricavati da queste montagne per costruire gli alberi maestri delle flotte navali di Pisa e Livorno.
Particolarmente importanti per questi luoghi e la conservazione delle Foreste, sono stati gli insediamenti monastici di San Romualdo a Camaldoli fin dal 1012 e di San Francesco d'Assisi a La Verna nel 1213. Seppure oggi l'antropizzazione sia piuttosto limitata, già dal Cinquecento si registrano alcuni piccoli insediamenti che nei secoli hanno determinato sensibili modifiche nell'assetto del paesaggio. Tra la metà del Cinquecento e la metà del Settecento ci fu una forte contrazione demografica, dovuta principalmente a pestilenze, guerre e carestie, cui seguì una costante ripresa che raggiunse nella seconda metà dell'Ottocento i più alti valori di densità demografica mai registrati e mai più ripresi.
All'inizio del secolo scorso l'Appennino era ancora fortemente abitato e l'attività dell'uomo qualificava quasi ovunque il paesaggio montano. Fatta eccezione per pochi lembi di foresta collocati in posizioni difficili, l'agricoltura, la pastorizia e la selvicoltura caratterizzavano, con sensibili distinzioni, gli ambienti della Romagna, del Casentino e del Mugello. I primi decenni del novecento furono anche caratterizzati dal fenomeno dei rimboschimenti dello Stato. La fine dell'ultimo conflitto mondiale ha comportato un fenomeno di migrazione di massa: dal 1950 al 1970 le campagne della montagna si spopolarono quasi completamente.

## Territorio

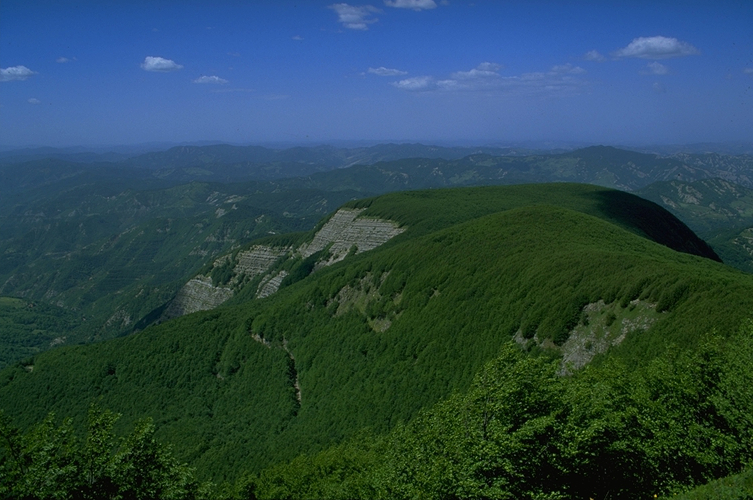
Veduta aerea dal Monte Falco

Il Parco ha come elemento caratterizzante la dorsale appenninica ad andamento tendenzialmente nord-ovest/sud-est. Dal crinale, si sviluppano nel versante romagnolo, una serie di contrafforti secondari subparalleli che danno origine a diverse vallate laterali.
Le quote del Parco variano da 400 a 1.658 metri: il Monte Falco (1.658 m) ed il Monte Falterona (1.654 m), da cui sorge il fiume Arno, sono le vette più alte. La geologia del versante romagnolo è caratterizzata dalla presenza della formazione marnoso arenacea, costituita da sedimenti di ambiente marino profondo, con grandi banchi di arenaria intercalati a strati di sottili marne. Nella parte toscana il “macigno” costituito da banchi di roccia arenacea alternati a scisti argillosi e marne grigie, è la formazione geologica più presente.
Dal punto di vista geomorfologico, il Parco è caratterizzato da una notevole varietà di emergenze; ne
sono state censite circa ottanta, tra le quali sono comprese anche cavità naturali, sorgenti e affioramenti
di interesse paleontologico. Tra queste spiccano la cascata dell'Acquacheta, degna di nota non solo per la
portata del salto (80 m) ma anche per la sua valenza storico-culturale, essendo stata citata da Dante Alighieri nella Divina Commedia (Inferno, canto XVI), l'emergenza geologica denominata "Scalacci" visibile percorrendo il Passo dei Mandrioli nel versante romagnolo e la rupe calcarea di Monte Penna de La Verna.
Dalle pendici occidentali della dorsale appenninica nascono tutti i corsi d'acqua, Arno compreso, che solcano le Foreste Casentinesi. Nel versante romagnolo la rete idrografica è costituita da un esteso ventaglio di torrenti, che interessano tutta la zona del crinale, dal Monte Falco alla Cima del Termine. Dalla linea di crinale si dipanano i bacini idrografici del Montone, del Tramazzo, del Rabbi e del Bidente con i suoi tre rami immissari (Bidente di Celle o di Corniolo, Bidente di Ridracoli e Bidente di Pietrapazza) verso la Romagna, i torrenti San Godenzo e Rincine, affluenti della Sieve, in Mugello e l'alto corso dell'Arno con i suoi affluenti (Staggia, Fiumicello, Sova-Roiesine, Archiano e Corsalone) in Casentino.

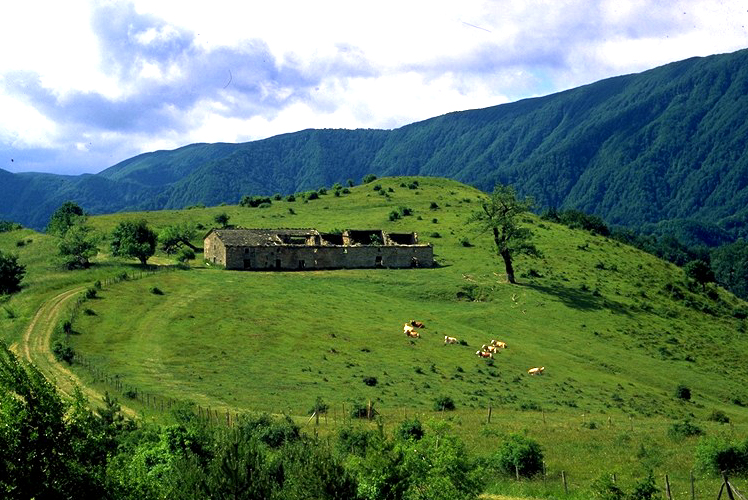
San Paolo in Alpe

I bacini lacustri naturali sono assenti, mentre si rileva la presenza dell'invaso artificiale di Ridracoli che trattiene circa 33 milioni di metri cubi d'acqua dal bacino dell'omonimo braccio del Bidente e da quello di Corniolo e di Rabbi.
Dal punto di vista bioclimatico, la zona presenta un clima temperato con estati relativamente fresche ed umide ed inverni relativamente rigidi.
Dal punto di vista naturalistico, circa l'80% del territorio è boscoso: l'area protetta rappresenta una delle foreste più pregiate d'Europa, il cui cuore è costituito dalle Foreste Demaniali Casentinesi al cui interno si trova la Riserva naturale integrale di Sasso Fratino, la prima istituita in Italia nel 1959 e più volte insignita del Diploma Europeo.
Anche la cima più alta del Parco, Monte Falco, presenta una Riserva Naturale Integrale nel versante nord.
Infine, il Parco nazionale accorpa anche la Riserva Naturale Biogenetica di Campigna, la Riserva Naturale Biogenetica di Scodella, la Riserva Naturale Biogenetica di Camaldoli e la Riserva Naturale Biogenetica di Badia Prataglia.
Il territorio del Parco è caratterizzato anche dalla presenza di centri abitati ricchi di storia, quali Badia Prataglia, Camaldoli, La Verna e San Benedetto in Alpe.

### Le zone di tutela

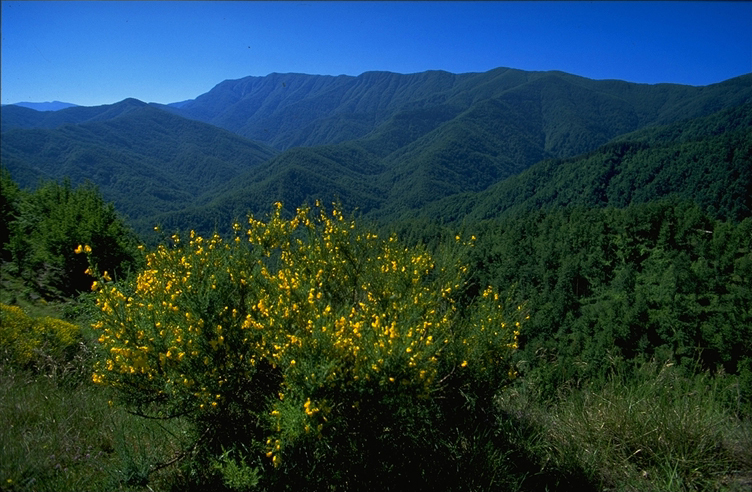
Crinale Alta Valle del Bidente - Sasso Fratino

Per la varietà degli ambienti, in seguito all'approvazione ed entrata in vigore del Piano del Parco, il territorio è suddiviso in quattro zone, classificate secondo il regime di tutela al quale sono sottoposte:
- "Zona A di riserva integrale": comprendono aree di eccezionale valore naturalistico, in cui l'antropizzazione è assente o di scarso rilievo e nelle quali l'ambiente naturale è conservato nella sua integrità; sono destinate alla salvaguardia ed al mantenimento degli equilibri biologici ed ambientali in atto, alla prevenzione ed all'eliminazione di eventuali fattori di disturbo endogeni ed esogeni. Con una superficie di circa 1.200 ettari, questa area comprende le Riserve Naturali Integrali di "Sasso Fratino", " La Pietra " , "Monte Falco" , "Monte Penna" e "Rovino";
- "Zona B": è la zona nella quale le attività consentite sono finalizzate al miglioramento della complessità degli ecosistemi, al mantenimento di equilibri naturali e colturali, all'esaltazione ed alla conservazione degli elementi di forte caratterizzazione paesaggistica, storica, monumentale, ancorché non coerenti con le caratteristiche di naturalità peculiari della zona stessa. Nella zona B vengono conservate le caratteristiche naturali, nello stato più indisturbato possibile. La naturalità è mantenuta attraverso la mera protezione, l'intervento attivo dell'Ente ed il mantenimento dei soli usi didattici, educativi, divulgativi, ricreativi ed agro-silvo-pastorali tradizionali, compatibili con la conservazione delle caratteristiche di massima naturalità. È costituita per buona parte dalle Foreste Demaniali Regionali, dalle Riserve Naturali Biogenetiche statali di Camaldoli, Scodella, Campigna e Badia Prataglia, e dal Santuario francescano della Verna;

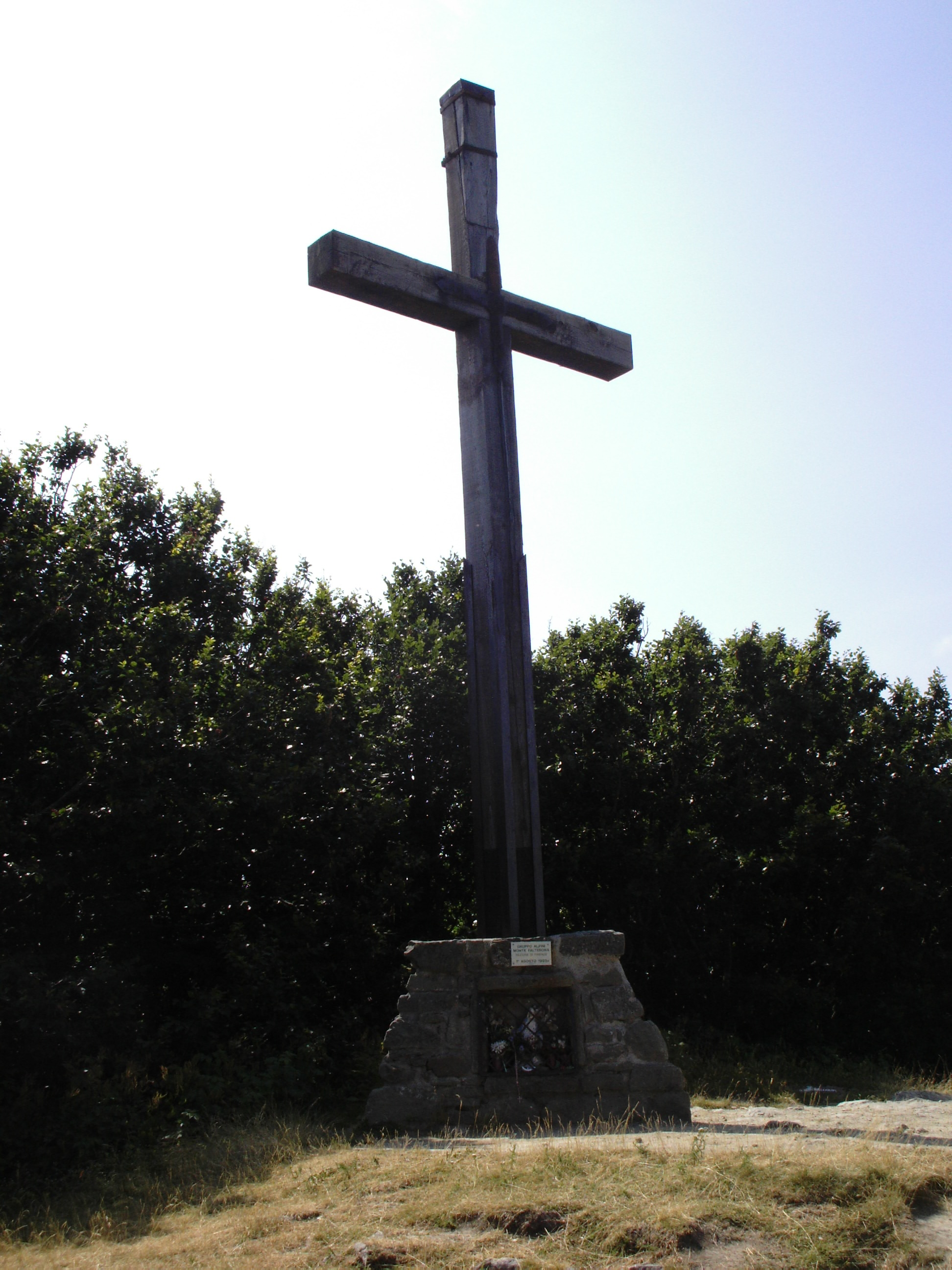
Monte Falterona, vetta

- "Zona C": essa è caratterizzata dalla presenza di risorse naturali, paesaggistiche ed ambientali meritevoli di protezione e valorizzazione. Comprende aree di interesse naturalistico, caratterizzate dal fatto che l'attività umana ha conformato l'aspetto dei luoghi e l'ambiente portandolo allo stato attuale meritevole di protezione, le quali dovranno essere oggetto di tutela paesaggistica attraverso il mantenimento dell'equilibrio tra il sistema insediativo e quello naturale.
- "Zona D": comprende tutti i centri urbani e le loro previste espansioni, nonché aree a destinazione produttiva tradizionale, piccoli centri di valore storico e di valenza turistica.

## Comuni
Il parco nazionale ricade nei territori dei comuni di:
- Provincia di Forlì-Cesena (18.200 ha)
  - Bagno di Romagna, Portico e San Benedetto, Premilcuore, Santa Sofia, Tredozio.
- Provincia di Arezzo (14.100 ha)
  - Bibbiena, Chiusi della Verna, Pratovecchio Stia (Sede del Parco), Poppi.
- Provincia di Firenze (3.900 ha)
  - Londa, San Godenzo

## Flora

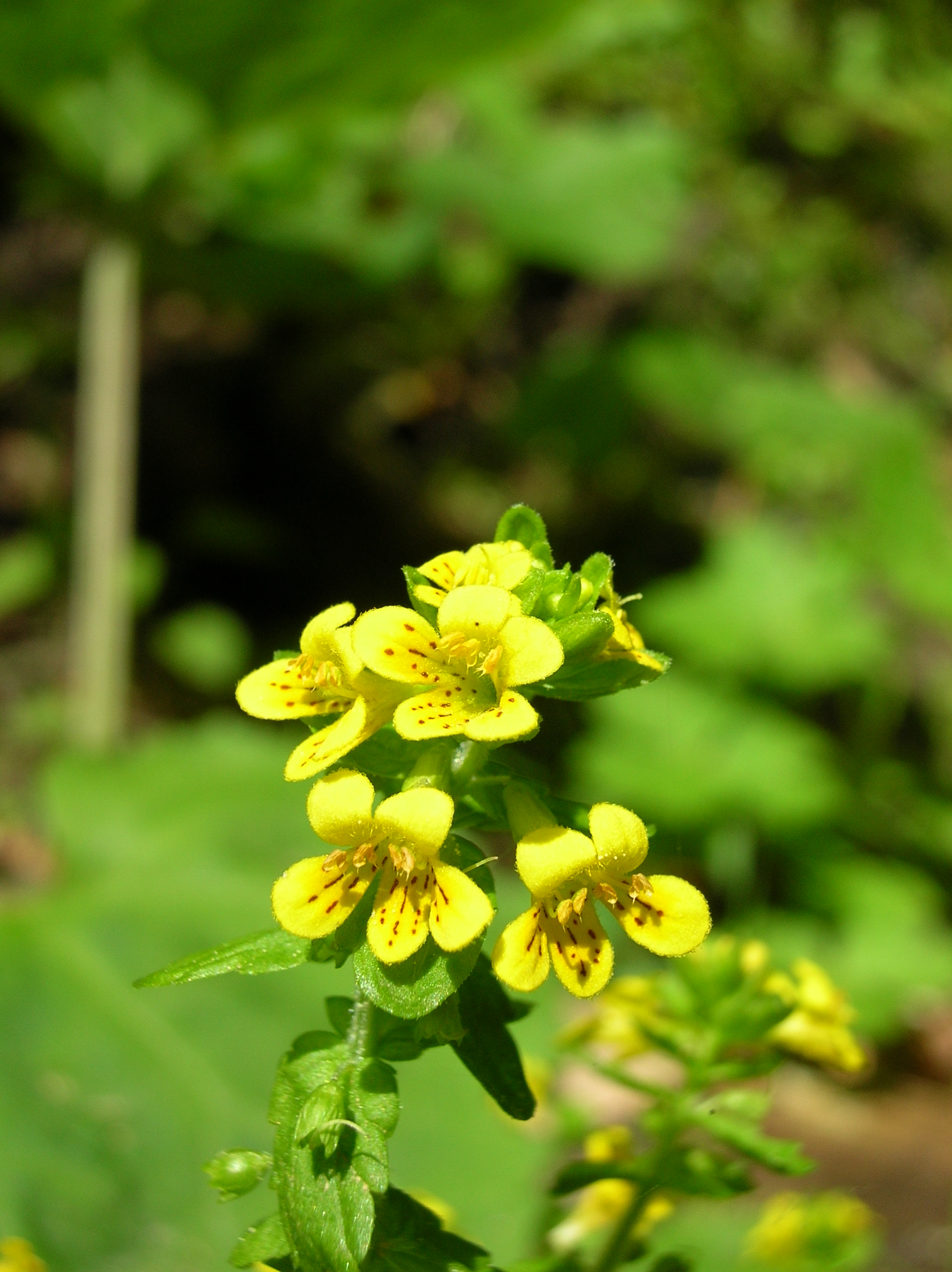
Tozzia alpina

### La flora del Parco
La flora presente all'interno del Parco è costituita da un numero di specie censite pari a 1357, di cui 1125 da considerare indigene e presenti sul territorio attualmente. Questa elevata fitodiversità è dovuta al fatto che il territorio in oggetto ospita ecosistemi forestali di grande valore tra i meglio conservati d'Europa ed ha una posizione geografica che lo rende “trait d'union” fra due contingenti floristici molto differenziati, uno di tipo settentrionale e l'altro di tipo meridionale.
Ad esempio all'interno del Parco troviamo 37 specie e sottospecie di Felci e Licopodi (più di un terzo delle entità italiane) e 44 specie di Orchidee (il 66% di quelle presenti in Emilia-Romagna e il 58% della Toscana). Importante come dato quello relativo alle 845 specie fungine presenti, alcune delle quali prime e uniche in Italia, e addirittura nuove al mondo scientifico, tra cui Botryobasidium sassofratinoense e Ceriporiopsis guidella , specie nuove mai descritte prima, ritrovate all'interno della Riserva Integrale di Sasso Fratino. Tra le nuove scoperte citiamo inoltre il recente ritrovamento dell'Allium victorialis, prima e unica stazione della catena appenninica.
Per meglio conoscere la flora del Parco è possibile visitare il Giardino botanico di Valbonella, che riproduce gli ambienti vegetali dell'Appennino romagnolo, ed il Museo e l'Arboreto Carlo Siemoni a Badia Prataglia, che raccoglie più di cento piante forestali sia indigene che esotiche.

### L'ambiente vegetale
La vegetazione di tutto il territorio è caratterizzata da grandi estensioni forestali, che ricoprono più dell'80% dell'area, e che sono la più grande ricchezza del territorio. Il Parco racchiude inoltre la Riserva naturale Sasso Fratino, la quale comprende tratti di foresta che si sono conservate nella condizione più prossima alla massima "naturalità". Le diverse tipologie di vegetazione, nel loro complesso, si possono così riassumere:
Faggete ed abetine. I boschi di faggio (Fagus sylvatica) costituiscono in tutto l'Appennino la vegetazione più caratteristica e rappresentativa dell'orizzonte montano. Nell'intervallo altitudinale compreso tra circa 900–1000 m e le quote più elevate, il faggio tende a formare popolamenti in cui risulta nettamente dominante. Talvolta le faggete sono state sostituite da abetine di abete bianco (Abies alba), storicamente favorito dall'uomo per scopi selvicolturali. Nelle aree meglio conservate troviamo numerose altre latifoglie, quali frassino maggiore (Fraxinus excelsior), aceri (Acer platanoides, Acer pseudoplatanus, Acer opalus s.l.), tiglio selvatico (Tilia platyphyllos), olmo montano (Ulmus glabra). Tale vegetazione montana, ricca di specie arboree, è molto rara nell'Appennino e la sua presenza relittuale è di notevole interesse naturalistico. È nelle faggete di bassa quota e nei boschi misti mesofili di contatto che si possono trovare individui di tasso (Taxus baccata) e agrifoglio (Ilex aquifolium), elementi rari e protetti in Emilia-Romagna.

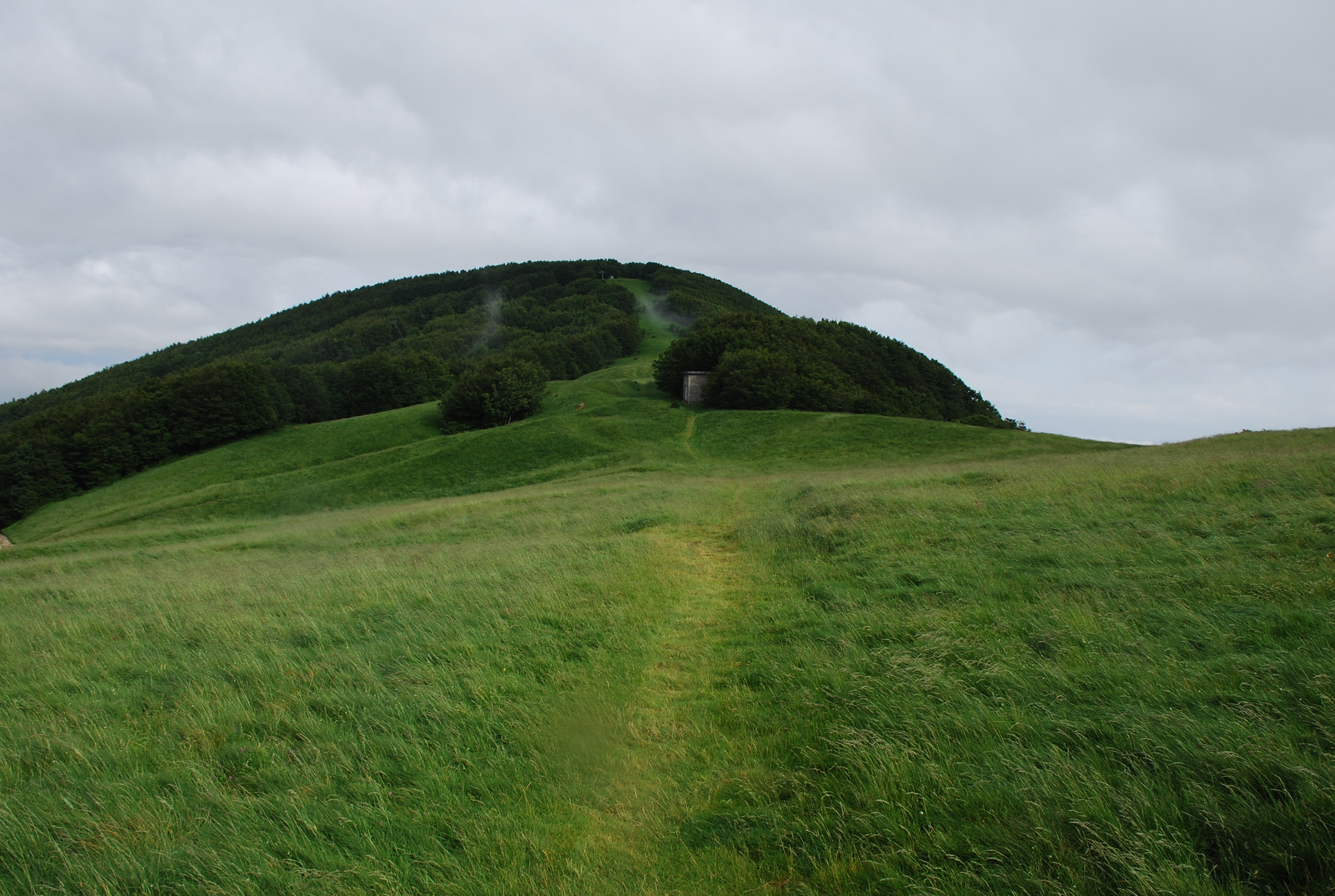
Monte Gabrendo (1539 m)

Querceti e boschi misti di latifoglie decidue. Occupano la fascia collinare e basso-montana, fino ad altitudini di circa 900–1000 m. Le costituenti arboree principali sono le querce decidue (Quercus cerris e Quercus pubescens, raramente Quercus petraea), il castagno (Castanea sativa), i carpini bianco e nero (Carpinus betulus e Ostrya carpinifolia), l'acero opalo (Acer opalus s.l.). Generalmente il piano arboreo è meno omogeneo di quello delle faggete, e gli strati arbustivo ed erbaceo sono più ricchi di specie.
Castagneti. Il castagno da sempre è stato favorito dall'uomo per ricavarne castagne e legname. Lo strato arbustivo era costantemente tagliato, gli alberi tenuti molto distanziati e la lettiera asportata per usi domestici e zootecnici. Con la diffusione delle malattie del castagno e lo spopolamento delle aree montane molte di queste selve sono state abbandonate e convertite in cedui o fustaie. Ciò nonostante i castagneti da frutto sono ancora piuttosto diffusi sia nel versante romagnolo che in quello toscano del Parco.
Arbusteti e cespuglietti. Gli arbusteti presenti sono generalmente da considerare come stadi secondari derivanti dalla colonizzazione di radure erbose abbandonate, in quanto le altitudini modeste non permettono lo sviluppo di brughiere subalpine primarie, con eccezione della cima di Monte Falco in cui troviamo lembi residuali relitti. Con riferimento all'altitudine, si possono distinguere gli arbusteti montani da quelli collinari e submontani. Alle quote superiori troviamo mirtillo (Vaccinium myrtillus) e brugo (Calluna vulgaris), o cespuglieti con ginestra dei carbonai (Cytisus scoparius) e felce aquilina (Pteridium aquilinum). A quote inferiori troviamo prugnolo (Prunus spinosa), rovi (Rubus sp. pl.), biancospino (Crataegus monogyna), rosa selvatica (Rosa canina s.l.), ginepro comune (Juniperus communis), pero selvatico (Pyrus pyraster), e sanguinello (Cornus sanguinea).

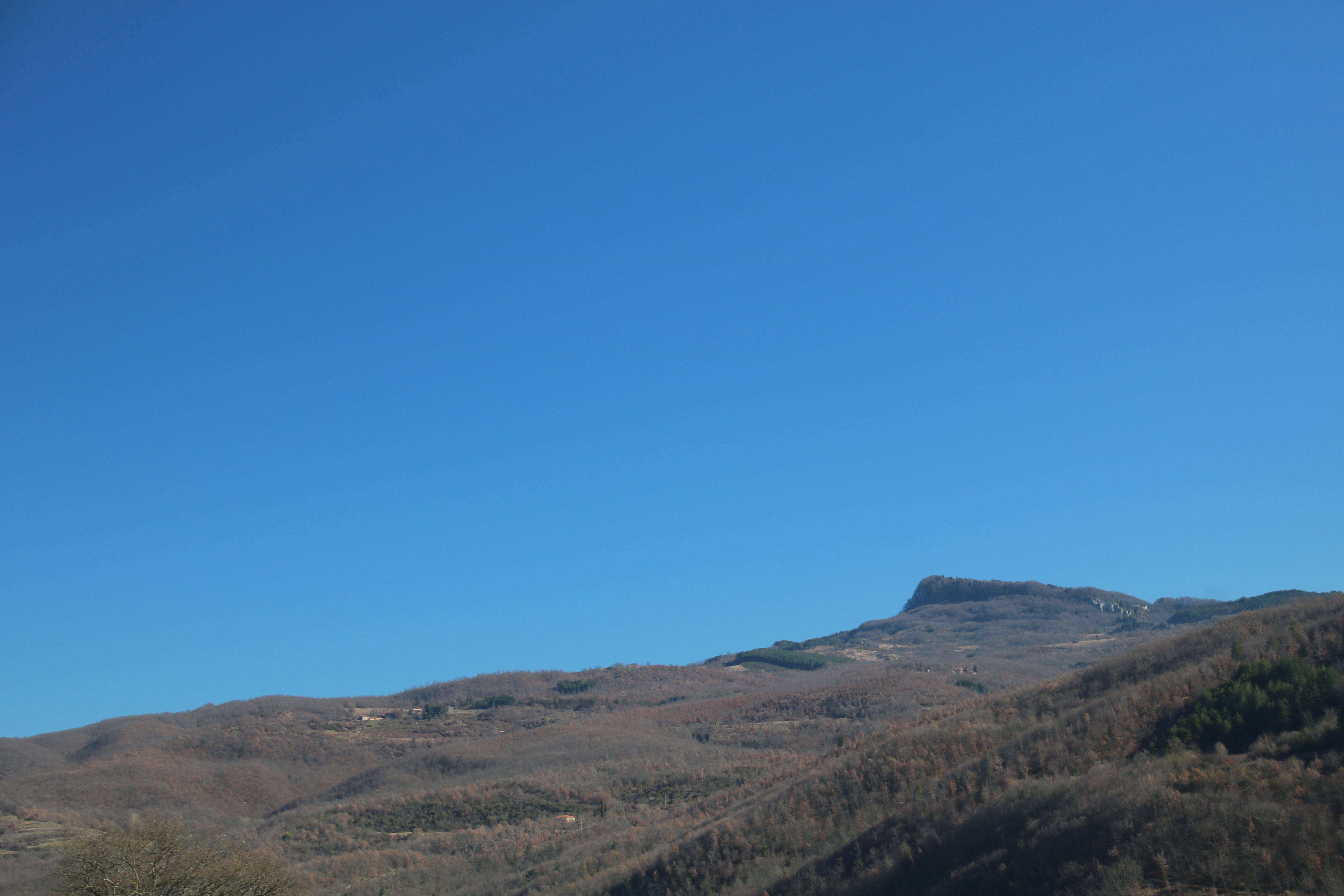
Monte Penna

Prati e pascoli. In tutti i settori del Parco ed a tutte le altitudini sono presenti aree prative destinate al pascolo, anch'esse di origine secondaria in quanto derivate dalla distruzione di formazioni forestali avvenuta in tempi lontani. Le praterie montane, indicate spesso anche col nome generico di “nardeti”, sono principalmente costituite da Nardus stricta e Festuca sp. pl. I prati e i pascoli delle quote submontane risentono invece maggiormente del tipo di disturbo antropico attuato e sono principalmente costituite da Bromus erectus e Brachypodium rupestre.
Pratelli erbosi su cenge rocciose. Nonostante le piccole superfici che ricoprono, sono particolarmente ricchi di specie dal grande valore fitogeografico. Alle quote superiori, localizzati sulle rupi esposte a settentrione presso la cima del M. Falco, troviamo residui di vegetazione subalpini di periodi più freddi, in cui queste specie avevano diffusione ben maggiore. Tra queste citiamo l'Anemone a fiori di narciso (Anemone narcissiflora), la Sassifraga a foglie opposte (Saxifraga oppositifolia), la Genziana verna (Gentiana verna) e la Viola di Eugenia (Viola eugeniae), simbolo della flora italiana e caratteristica dei massicci appenninici dell'Italia centrale, che raggiunge qui il suo limite settentrionale di distribuzione.

## Fauna

### Mammiferi

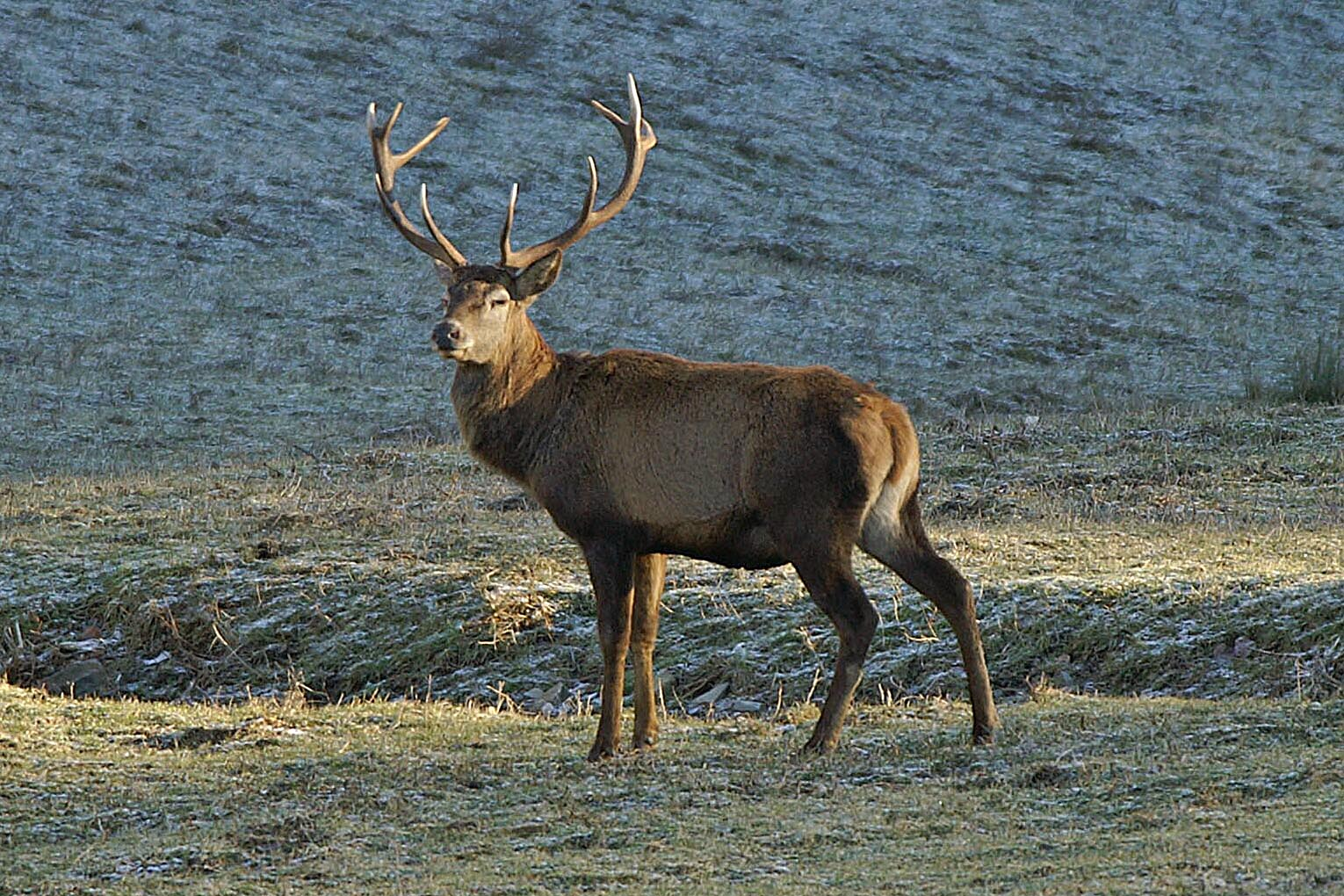
Cervo nel Parco delle Foreste Casentinesi

La fauna del Parco si caratterizza per la più importante popolazione di lupo dell'Appennino settentrionale, stimata in una cinquantina di esemplari, suddivisi in 9 ipotetici branchi distribuiti su tutto il territorio del Parco. Le attività di monitoraggio svolte dal Corpo Forestale dello Stato coordinato dall'Ente Parco e dall'I.S.P.R.A. mediante genetica non invasiva e wolf-howling hanno portato col tempo ad acquisire una conoscenza approfondita dello status del predatore nel territorio del Parco. Uno dei fattori che ha favorito il lupo sul territorio della specie, insieme alla vastissima copertura forestale, è la consistente presenza di quattro specie di ungulati: cinghiale, capriolo, daino e cervo.
Il muflone, introdotto con certezza a partire dal 1835 da Karl Siemon per conto del Granduca di Toscana Leopoldo II d'Asburgo-Lorena, è certamente una presenza alloctona non particolarmente adatta al contesto ambientale, ma tuttora presente con una popolazione di ridottissime dimensioni. Altra presenza importante tra i carnivori è quella del gatto selvatico. L'areale italiano della specie comprende infatti le Alpi orientali ed l'Appennino centro - meridionale, con un limite distributivo tradizionalmente delimitato da una linea Piombino - Ancona. Questo valeva prima della scoperta di una popolazione di gatti selvatici presenti all'interno del Parco Nazionale, notizia che ha rappresentato un'assoluta novità per l'Appennino settentrionale.

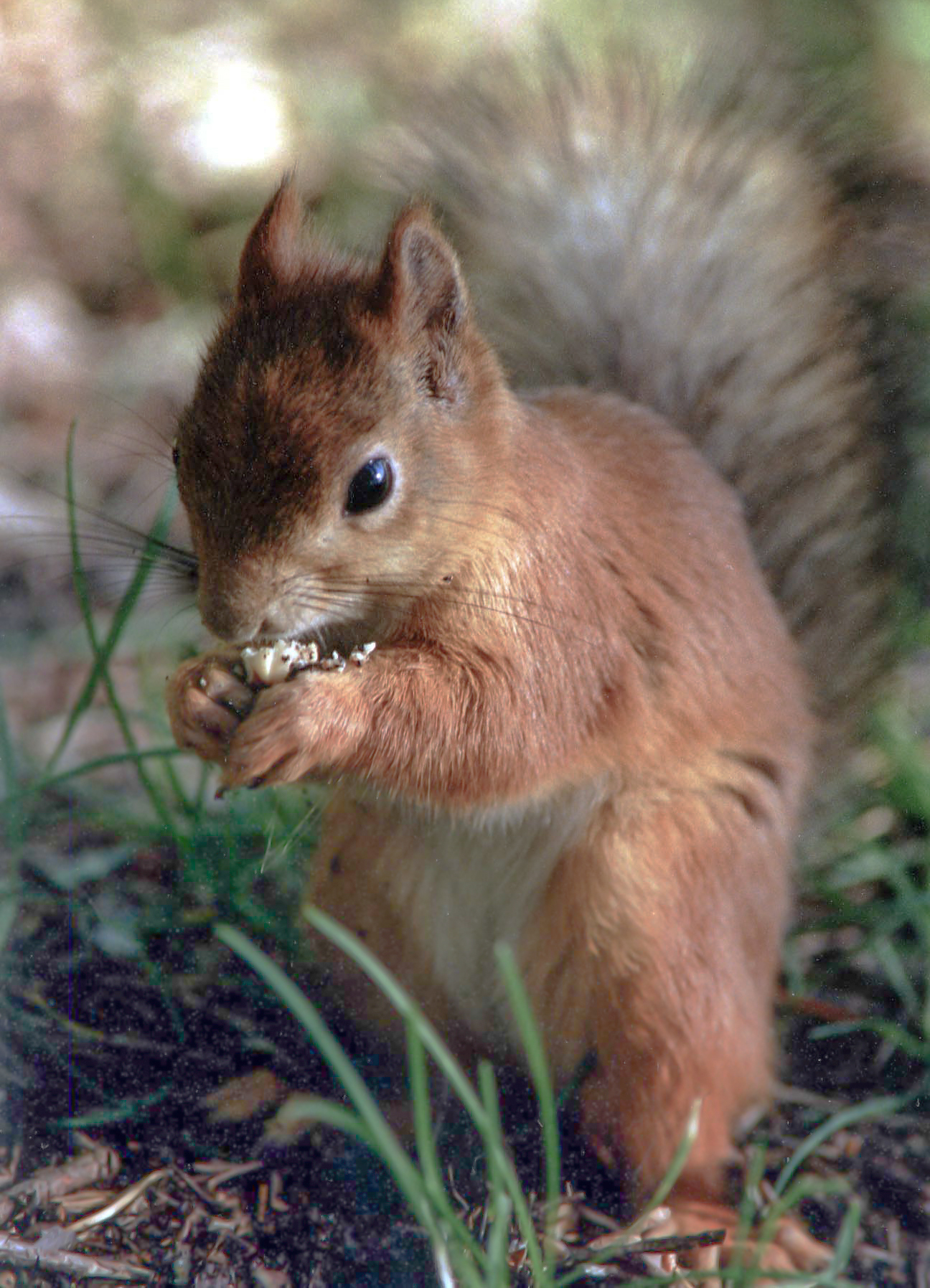
Scoiattolo rosso

Tra i micro e i meso mammiferi possiamo annoverare complessivamente 21 specie presenti con certezza sul territorio delle Riserve Biogenetiche e quindi nel Parco Nazionale stesso, tra cui molto comuni sono la volpe, la lepre, la talpa europea e la talpa cieca, lo scoiattolo rosso,il ghiro, l'istrice ed il riccio. Tra i Mustelidi sono presenti tasso, donnola, faina e puzzola e la martora. Per quanto riguarda i Chirotteri la checklist del Parco oggi consta di 15 specie che rappresentano la metà della fauna nazionale. Un patrimonio ancora ricco e diversificato su cui però pesa ancora la scarsa conoscenza distributiva e di dati sulla reale consistenza delle popolazioni..

### Uccelli

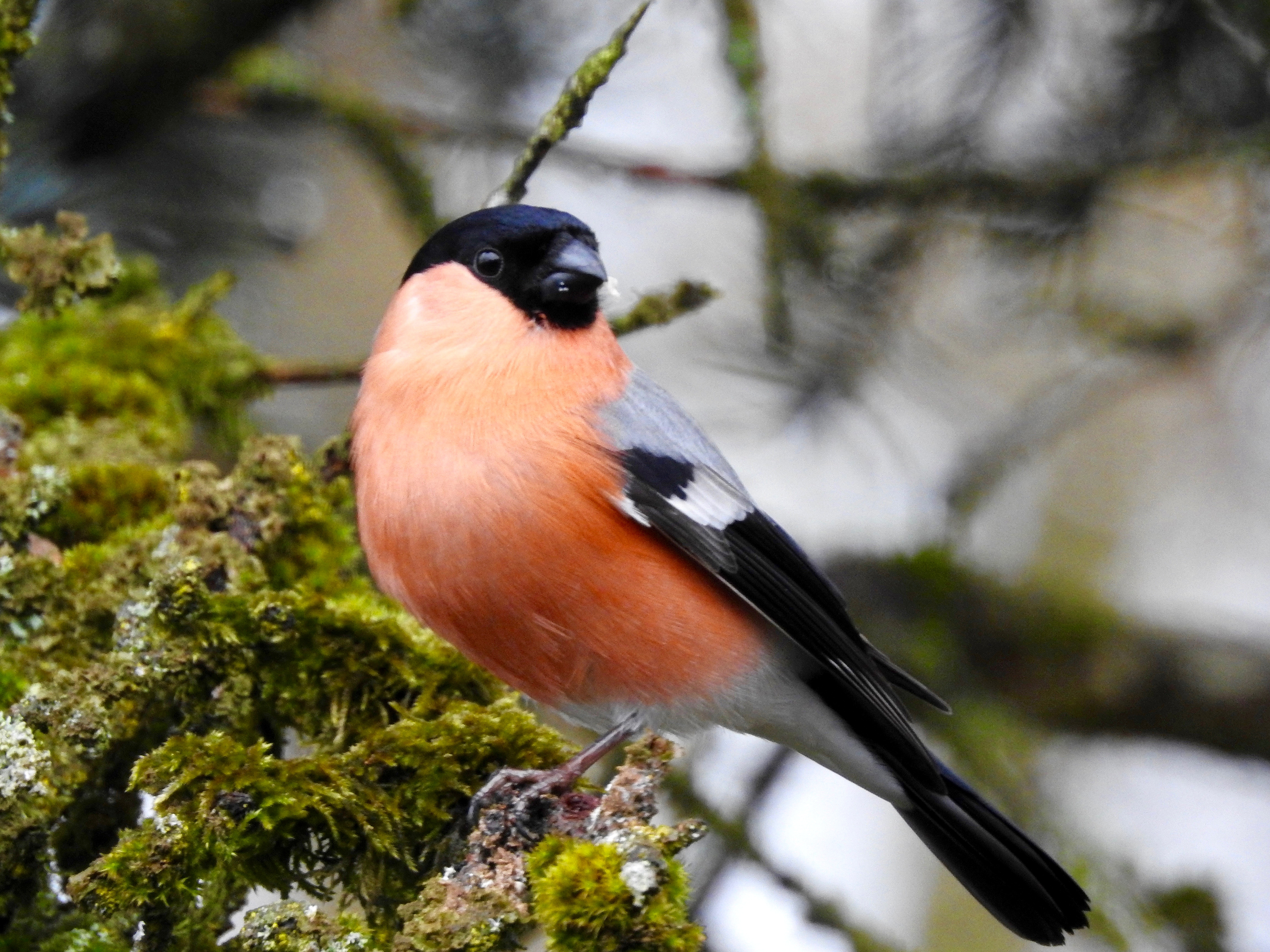
Ciuffolotto

Tra gli uccelli, sono presenti come nidificanti o di passo complessivamente 139 specie, di cui 100 presenti con regolarità nel corso dell'anno e 77 nidificanti. Tra queste alcune presentano una distribuzione prettamente centro europea come il Rampichino alpestre ed il Ciuffolotto, altre invece mediterranea come l'Occhiocotto e la Sterpazzolina. Molto interessanti sono, in particolare, le specie tipiche di ambienti aperti, come prati o pascoli ed arbusteti, che stanno conoscendo non solo localmente, ma anche a livello europeo una crisi demografica che le rende oggetto di azioni di tutela. Tra di esse citiamo come nidificanti il Calandro, l'Averla piccola, Tottavilla, lo Strillozzo, l'Allodola, lo Zigolo nero, il Fanello ed il Prispolone, mentre come specie di passo, il Culbianco, lo Stiaccino ed il Codirossone, specie che erano presenti come nidificanti in alcune praterie d'altitudine fino a pochi anni addietro.

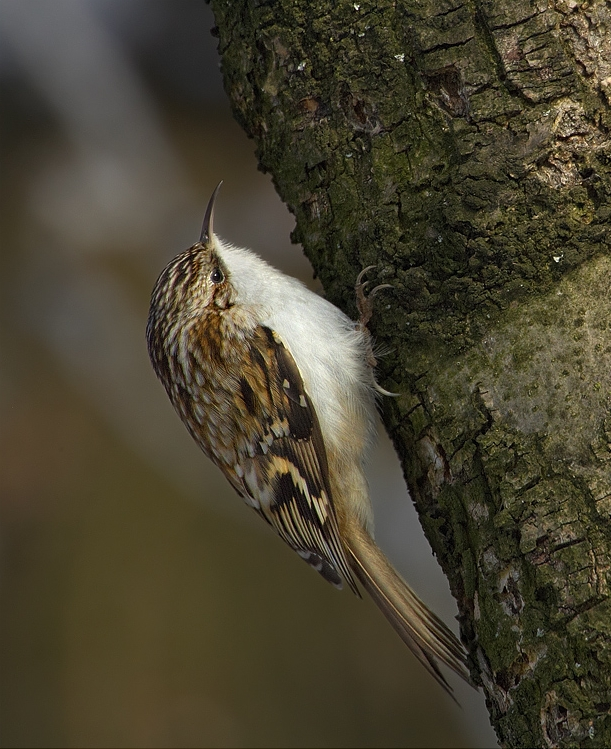
Rampichino alpestre

Tra i Piciformi annoveriamo 6 specie, ovvero Torcicollo, Picchio rosso minore, Picchio rosso maggiore, Picchio verde e Picchio nero. Una presenza, quest'ultima, unica nell'Appennino settentrionale e rilevata a partire dall'anno 2000 e confermata a seguito di una campagna di ricerca promossa dall'Ente Parco. La popolazione di Picchio nero, stimata in 4/5 coppie riproduttive, è divenuta una presenza comune nel territorio pur rimanendo completamente isolata sia dai settori alpini, da cui gli individui romagnoli sono giunti per colonizzare nei primi tempi la Riserva Integrale di Sasso Fratino, che dai siti riproduttivi dei massicci dell'Italia meridionale e centrale, in cui sono presenti alcune popolazioni relitte della specie.
Tra i rapaci diurni troviamo complessivamente 23 specie per le quali si hanno informazioni, recenti o passate, per la zona del Parco. Tra queste sono sette le specie certamente nidificanti, ovvero: il Falco pecchiaiolo, l'Astore, lo Sparviere, la Poiana, l'Aquila reale, il Gheppio e il Falco pellegrino. Non è certa la nidificazione del Lodolaio, sporadica la presenza del Biancone e dell'Albanella minore. Tra i rapaci notturni, oltre a Barbagianni, Civetta, Allocco,Assiolo e Gufo comune, troviamo, nel versante forlivese, l'importante presenza del Gufo reale, specie che sta conoscendo a livello regionale un drastico calo delle presenze.

### Anfibi e rettili
Sono 25 le specie di Anfibi e Rettili, ovvero un terzo degli anfibi italiani ed un quinto dei rettili italiani. Vanno ricordati tra gli anfibi urodeli la Salamandra pezzata, la Salamandrina dagli occhiali, il Geotritone italiano, il Tritone alpestre o montano, il Tritone comune o punteggiato, il Tritone crestato italiano; tra gli anfibi anuri citiamo l'importante presenza dell'Ululone dal ventre giallo, endemismo appenninico. Tra i rettili risultano diffusi il Biacco, il Saettone, il Colubro liscio,il Colubro di Riccioli,la Natrice dal collare,la Natrice tassellata, la Vipera comune, la Lucertola muraiola, la Lucertola campestre, il Ramarro occidentale e l'Orbettino.

### Invertebrati

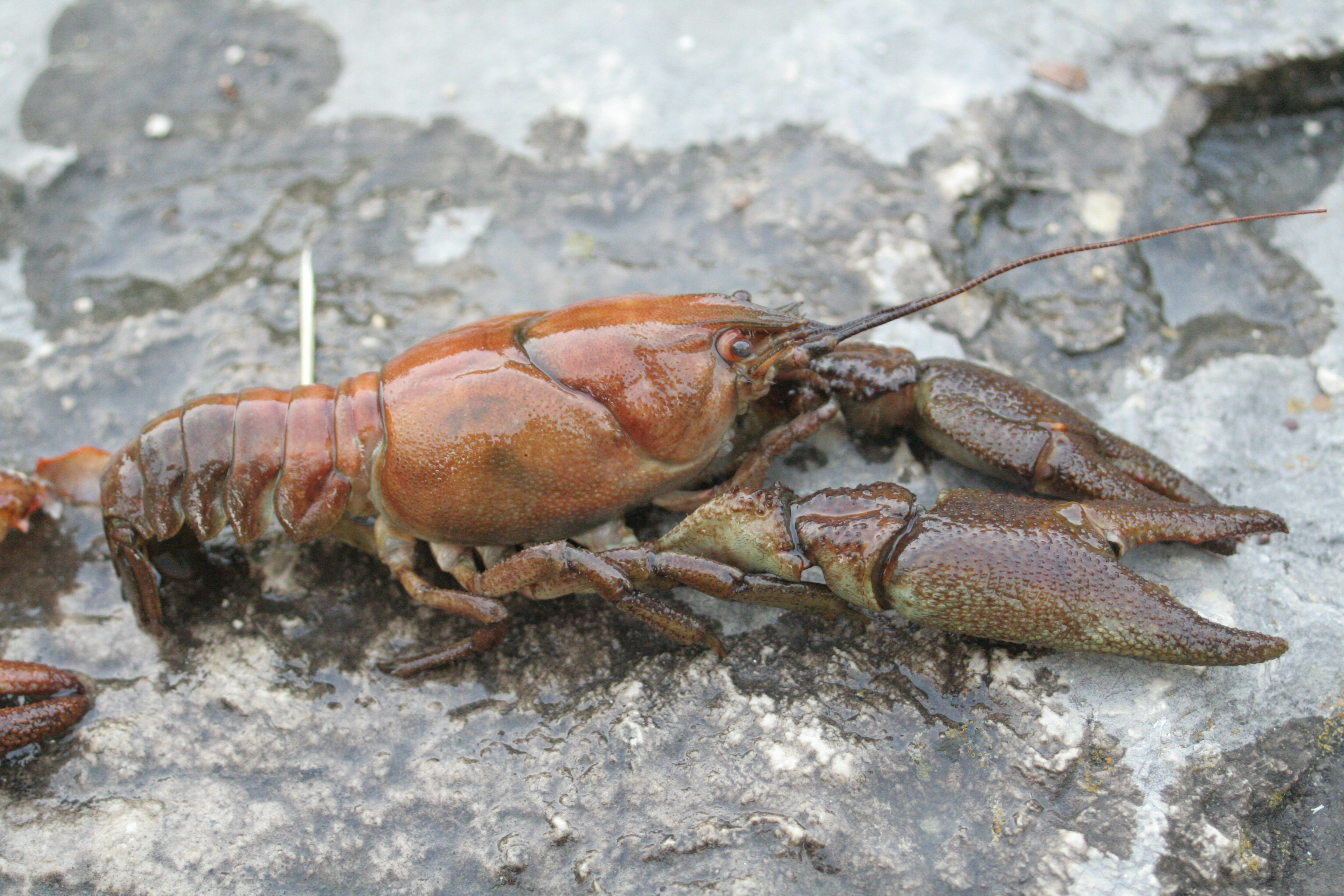
Gambero di fiume

La ricchezza faunistica maggiore delle Foreste Casentinesi è però quella più nascosta e sottovalutata relativa agli animali invertebrati. Sono ad esempio 230 le specie di Carabidi presenti nell'area del Parco (il 17% delle entità italiane e il 43% di quelle di Emilia-Romagna e Toscana), 118 quelle di Cerambicidi (oltre il 55% delle entità italiane e il 78% di quelle dell'Emilia-Romagna), 845 le specie di Farfalle e Falene (un dato piuttosto consistente se confrontato con quelli delle località appenniniche vicine). Le ricerche in questi ultimi anni continuano a fornire dati sulla presenza di specie di invertebrati che per la loro rarità hanno una valenza naturalistica eccezionale. Basti citare a tale proposito la popolazione del raro e protetto gambero di fiume (Austropotamobius pallipes), del Granchio di fiume (Potamon fluviatile) o l'eccezionale diversità di insetti xilofagi. 
Questi animali costituiscono componenti essenziali per il funzionamento degli ecosistemi forestali, la cui gestione all'interno del Parco Nazionale e delle Riserve Biogenetiche privilegia fortemente la presenza di alberi morti e necromassa al suolo. La Riserva Integrale di Sasso Fratino, in particolare, rappresenta un luogo privilegiato in tal senso, in cui il bosco viene lasciato alla sua naturale evoluzione e sono presenti comunità uniche di invertebrati xilofagi, funghi e organismi coinvolti nei processi di degradazione e decomposizione del legno morto.

## Punti di interesse

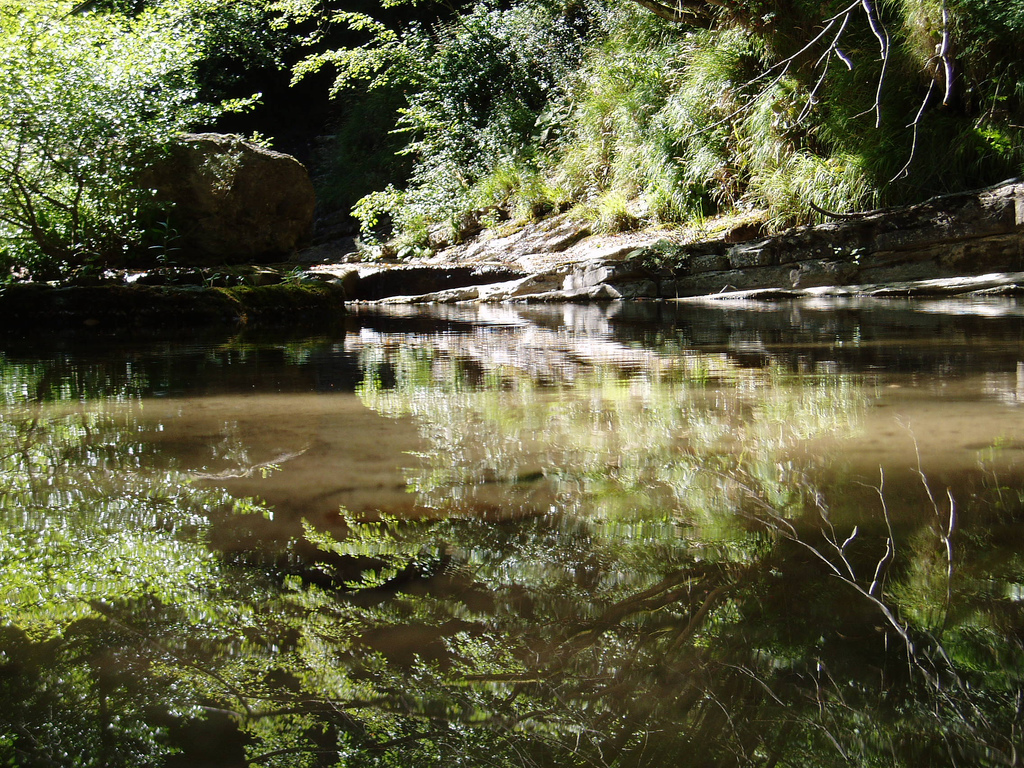
Acquacheta

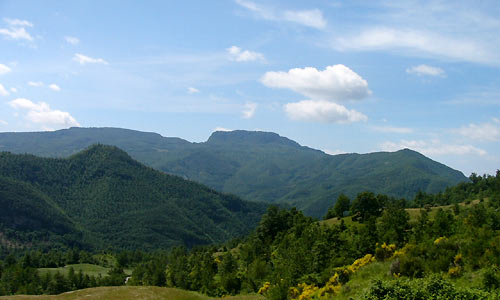
Giardino botanico di Valbonella

- Acquacheta - cascata - nota anche come parco letterario per i riferimenti danteschi
- Badia Prataglia - faggeta e antica Abbazia
- Campigna, piccolo centro urbano, collocato all'interno della omonima foresta secolare di abete bianco e abetine, appartenuta fino all'Unità d'Italia all'Opera del Duomo di Firenze. Il Granduca di Toscana Leopoldo II nel XIX secolo vi fece erigere la propria residenza di caccia.
La foresta di Campigna è nota per avere fornito nei secoli legname per le alberature delle navi di Pisa e Livorno, nonché per la realizzazione del Duomo di Firenze.
- Casanova dell'Alpe - antico borgo a 1000 metri di altitudine
- Castagno d'Andrea - castagno e luogo natale di Andrea del Castagno
- Castagno Miraglia
- Eremo di Camaldoli, fondato nel 1012 da San Romualdo, il quale si ritirò in questo luogo circondato da foreste. In prossimità dell'Eremo troviamo un delizioso laghetto di origine artificiale: il Laghetto Traversari di Camaldoli
- Fiumicello - mulino
- Foresta della Lama - biodiversità e cascata degli Scalandrini
- Foresta monumentale de La Verna
- Giardino botanico di Valbonella - flora appenninica
- Lago degli Idoli - sito archeologico
- Monte Falco - Riserva Naturale Integrale
- Monte Penna - punto panoramico, veduta sulla Romagna e lago di Ridracoli
- Poggio Scali - punto panoramico, citato dall'Ariosto nell'Orlando Furioso: "come Appennini scopre il Mar Schiavo e il Tosco, del giogo onde Camaldoli si viene"[15]

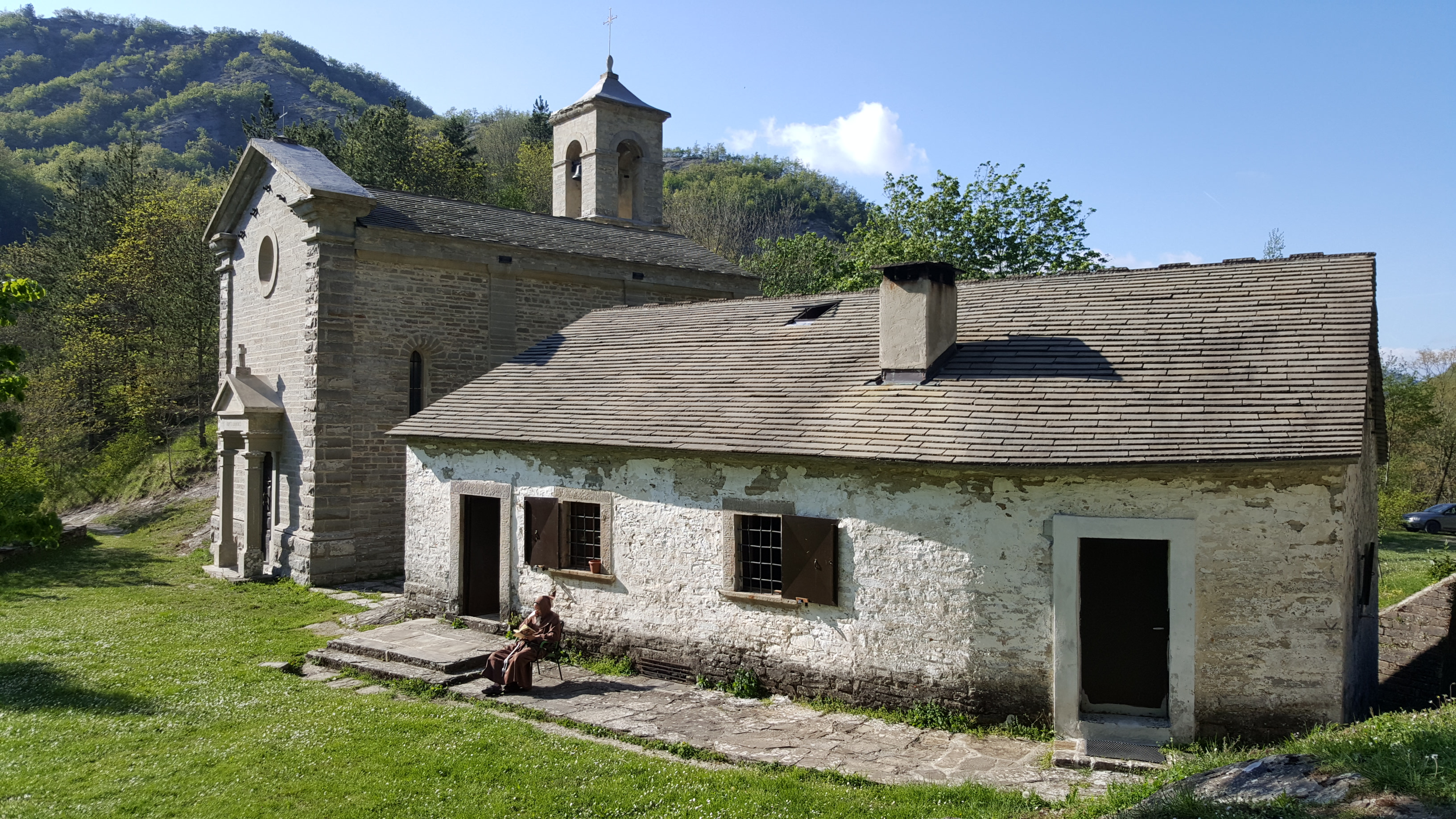
La Chiesa di Pietrapazza nel Comune di Bagno di Romagna

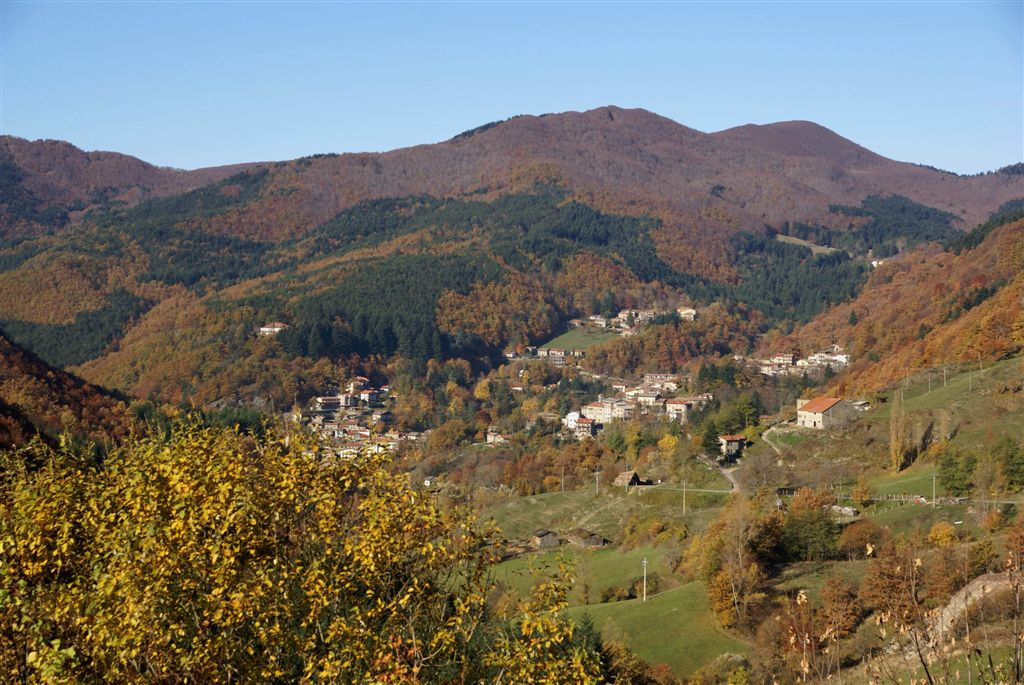
Riserva naturale Badia Prataglia

- Pietrapazza - chiesa e valle, descritte anche dal Granduca Leopoldo II di Toscana nell'Ottocento[16]
- Prati della Burraia - Rifugio CAI Città di Forlì nel cuore del Parco Nazionale delle Foreste Casentinesi Monte Falterona e Campigna[17]
- Ridracoli - lago e diga
- Riserva Naturale Biogenetica di Scodella
- Riserva Naturale Biogenetica di Camaldoli
- Riserva Naturale Biogenetica di Campigna
- Riserva Naturale Biogenetica di Badia Prataglia
- San Benedetto in Alpe - Poggio ed Abbazia
- San Paolo in Alpe - prato pascolo[18], durante la Resistenza gli Alleati vi effettuavano aviolanci per i Partigiani della 8ª Brigata Garibaldi "Romagna"
- Santuario della Verna, donato a San Francesco dal conte Orlando Cattani di Chiusi nel 1213 come luogo di eremitaggio;
- Sasso Fratino - prima riserva integrale istituita in Italia (1959)
- Sentiero della Libertà - la Resistenza sulla Linea Gotica[19]
- Serravalle - Torre, Ponte romanico e ville
- Sorgenti dell'Arno - Monte Falterona
- Strada dei Passo dei Mandrioli - area wilderness Fosso del Capanno[20], la prima istituita in Italia nel 1988, ed emergenza geologica degli "Scalacci"[21]
- Tredozio - alta valle e passo del Tramazzo
- SidisPark, parco attrezzato invernale per il divertimento sulla neve.

## Come arrivare

### Auto
- in Toscana il Parco è raggiungibile con la A1 (Milano-Roma), ai caselli di Barberino del Mugello, Firenze e Arezzo:
  - Da Barberino, superato Borgo San Lorenzo, e da Firenze, per la SS. 67, si raggiungono i Comuni di San Godenzo e Londa;
  - Da Firenze, dopo Pontassieve, si devia per la SR 70 e si raggiungono i Comuni di Pratovecchio Stia, Poppi e Bibbiena;
  - Da Arezzo, per la SR 71, si raggiungono i Comuni di Bibbiena, Poppi, Pratovecchio Stia; da Bibbiena, con la SP 208, si raggiunge il Comune di Chiusi della Verna;
- in Romagna il Parco è raggiungibile con la A14 (Bologna-Rimini), ai caselli di Faenza, Forlì e Cesena:
  - Da Faenza, risalendo la valle del Tramazzo si raggiunge il Comune di Tredozio.
  - Da Forlì, risalendo le valli del Montone (SS 67), del Rabbi (SP 3) e del Bidente (SP 4), si raggiungono rispettivamente i Comuni di Portico-San Benedetto, Premilcuore e Santa Sofia.
  - Da Cesena, risalendo la valle del Savio con la E45, si raggiunge il Comune di Bagno di Romagna.

### Treno
- In Toscana il Parco è raggiungibile in treno dalle stazioni di Bibbiena, Poppi, Pratovecchio e Stia nel versante Casentinese e dalla Stazione di Pontassieve e Contea-Londa nel versante Mugellano.
- In Romagna il Parco è raggiungibile in treno dalle stazioni di Faenza, Forlì e Cesena;

### Autobus
- In Toscana il Parco è servito dalle linee SITA e LFI;
- In Romagna il Parco è servito dalle linee bus extraurbane Start Romagna

### Aereo
- Il territorio del Parco è servito dagli aeroporti di Firenze, Bologna.

### Biciletta
- in Toscana il Parco è raggiungibile tramite la Ciclopista dell'Arno (a sua volta accessibile dalle stazioni ferroviarie di Bibbiena, Rassina e Poppi) prendendo a Bibbiena la diramazione per Camaldoli, che si snoda lungo il dantesco Torrente Archiano. Questa conduce a Soci, Partina e poi entra nel territorio del Parco; successivamente raggiunge la località di Castagnoli, sempre con un percorso sterrato adatto anche a bici ibride e gravel; prosegue poi per Camaldoli e Serravalle mediante un percorso adatto alle MTB. A Camaldoli è possibile usufruire di un ampio ventaglio di percorsi adatti alla MTB, i quali raggiungono le più importanti località del Parco.

## Riconoscimenti

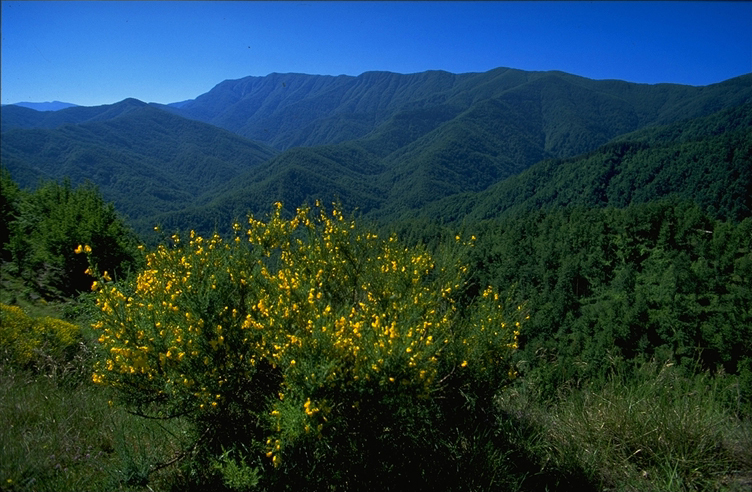
Riserva naturale Sasso Fratino

Nel 2015, al Parco è stato assegnato il Diploma Wilderness da parte dell'European Wilderness Society, associazione internazionale che ha sede in Austria ed è riconosciuta dall'Unione europea.
Nello stesso anno, il Parco ottiene anche l'adesione alla Carta europea del turismo sostenibile.
Il 7 luglio 2017 a Cracovia la Commissione UNESCO ha inserito la Riserva naturale Sasso Fratino e le faggete vetuste ricomprese nel perimetro del Parco, nel Patrimonio Mondiale dell'Umanità all'interno del sito transnazionale "Foreste di faggi primarie e antiche dei Carpazi e di altre regioni d'Europa". Dal 23 settembre 1985 la R.N.I. di Sasso Fratino è insignita del Diploma delle Aree protette del Consiglio d'Europa (Risoluzione (85) 12 del 23.9.85).
Dall'aprile 2021 il Parco è incluso nella Green List IUCN.